# محمودشاهی
محمودشاهی، روستایی در دهستان سرباران بخش تیاب شهرستان میناب در استان هرمزگان ایران است.

## جمعیت
بر پایه سرشماری عمومی نفوس و مسکن در سال ۱۳۹۵، جمعیت این روستا برابر با ۷۰ نفر (۲۳ خانوار) بوده‌است.